# Dilophothripa
Dilophothripa is een geslacht van vlinders van de familie visstaartjes (Nolidae), uit de onderfamilie Chloephorinae.

## Soorten
- D. alopha Hampson, 1907
- D. brachytorna Hampson, 1907
- D. chrysorrhaea Hampson, 1897
- D. lobata Hampson, 1907
- D. olivia Hampson, 1905